# Cindie
Cindie (in greco antico: Κινδύη?) era una colonia greca della Caria.

## Storia
Erodoto la cita nel libro V della sua Historia come la patria di Pissodaro, uno Cario che, in assemblea, propose di combattere i Persiani in modo che si venissero a trovare con il fiume Meandro alle loro spalle, e quindi nell'impossibilità di fuggire, costringendoli così a combattere con più coraggio rispetto al solito. Tuttavia, la sua proposta venne respinta.
Cindie partecipò alla lega delio-attica visto che viene menzionata nell'elenco delle città tributarie di Atene tra il 453 e il 440 a.C.
Strabone dice semplicemente che era vicina a Bargylia e aveva un tempio dedicato a Artemide Cindiade ma ai suoi tempi Cindie non esisteva più. Anche Polibio menziona questo tempio di Artemide dicendo che, nonostante l'immagine della dea era all'aperto, c'era la convinzione tra alcuni che non si fosse mai bagnata neanche quando pioveva o nevicava.